# Chiesa di San Salvador de Valdediós
La chiesa di San Salvador de Valdediós, detta anche « El Conventín », si trova nella valle di Valdedios, a 7 km a sud ovest di Villaviciosa e a 40 km da Oviedo nelle Asturie. Nella vallata sono riunite la piccola e vetusta chiesa e un monastero. Anticamente era conosciuta con i nomi di Boides, Boiges o Boigies.
È un monumento rappresentativo dell'architettura asturiana post Ramiro I annunciante già lo stile romanico.

## Storia
Nelle cronache dell'Albelda, scritte attorno all'anno 881, si menziona una intensa attività edilizia sostenuta dal re Alfonso III nelle Asturie: « ... questo principe restaura tutte le chiese del Signore, come le città e i palazzi reali in Oviedo. »
Non vi sono dati certi su quanto si sia iniziato a costruirla. L'edificazione e attribuita alla volontà del monarca delle Asturie Alfonso III (866-910), quello che è sicuro è che sotto questo re si edificarono la galleria addossata tardivamente alla chiesa e alcuni dettagli ornamentali. Non vi sono dubbi sulla data della consacrazione, che è scolpita in una lastra di marmo indicante « SUB ERA DCCCXXX », anno 930 dell'era ispanica di Idazio in vigore nella Spagna del tempo, corrispondente all'893 della nostra era. Vi vengono menzionati i principali partecipanti: il vescovo Rosendo di Mondoñedo, Nausto di Coïmbre, Sisenando d'Iria-Flavia, Ranulfo d'Astorga, Argimiro di Lamego, Recaredo di Lugo e Eleca di Saragozza e la data 16 settembre

## Architettura

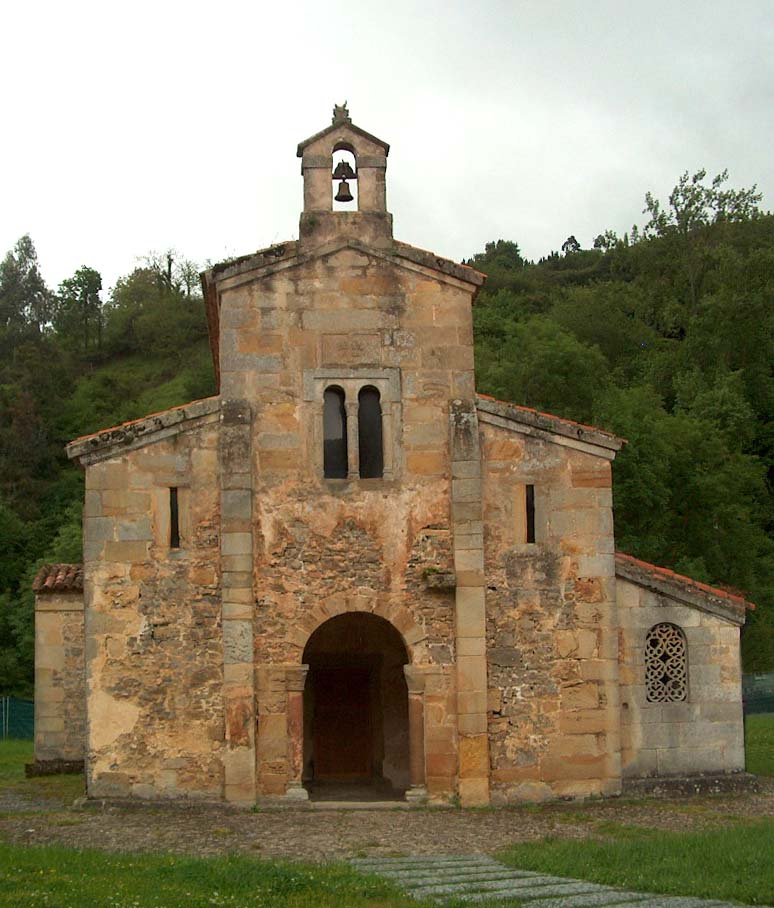
La facciata occidentale

La pianta di schema basilicale a tre navate, la centrale ne è la più larga, costituita da quattro volte a croce e completata da cappelle absidali rettangolari. Non possiede transetto, solo due dépendance annesse da ogni pare, che possono dare una erronea impressione. Sulla facciata della navata centrale un vestibolo, addossati due spazi che corrispondono alle due navate laterali. Su questo insieme una tribuna a cui si accede da una scala interna. Più tardi venne aggiunta sulla parete sud una tasca che anticipa le gallerie che in periodo romanico hanno proliferato nelle chiese castigliane. Da questa galleria si accede alla chiese dalla porta meridionale.

## La chiesa
Le tre navate sono coperte da volte a botte che riposano sui contrafforti delle pareti esterno e sui due archi che separano longitudinalmente le navate. Esse sono formata da archi che riposano su colonne di sezione quadrata. Le laterali hanno anche una volta a botte, ma in questo caso rafforzate da archi. I capitelli sono decorati con fregi vegetali con influenze califfali. Gli affreschi si ritrovano influenze mozarabiche. Sulle pareti laterali gli affreschi rappresentano degli ottagoni e losanghe come quelle di San Julián de los Prados, con figure umane. Vi sono anche affreschi con motivi paleocristiani. Le absidi sono a volta ma a una altezza inferiore a quelle delle navate. L'abside centrale è consacrata al Salvatore Salvador, e le absidi laterali a San Giacomo e a San Giovanni Battista.

## L'esterno
All'esterno l'ordine compositivo della costruzione si riflette con la navata centrale più elevata che le navate laterali. I contrafforti sono ben marcati nella parete nord e nella facciata occidentale separanti le navate. Il prolungamento dell'abside della navata principale sulle absidi laterali.
Un gran numero di finestre fornisce una luce adeguata agli spazi interni: con semplici a un sol arco, con finestre a archi visigoti inquadrati da alfiz, e una finestra con triplo arco nell'abside centrale.
Vedi : Vista aerea Vista di lato Facciata Cappella Finestra
Pianta.

## Galleria d'immagini

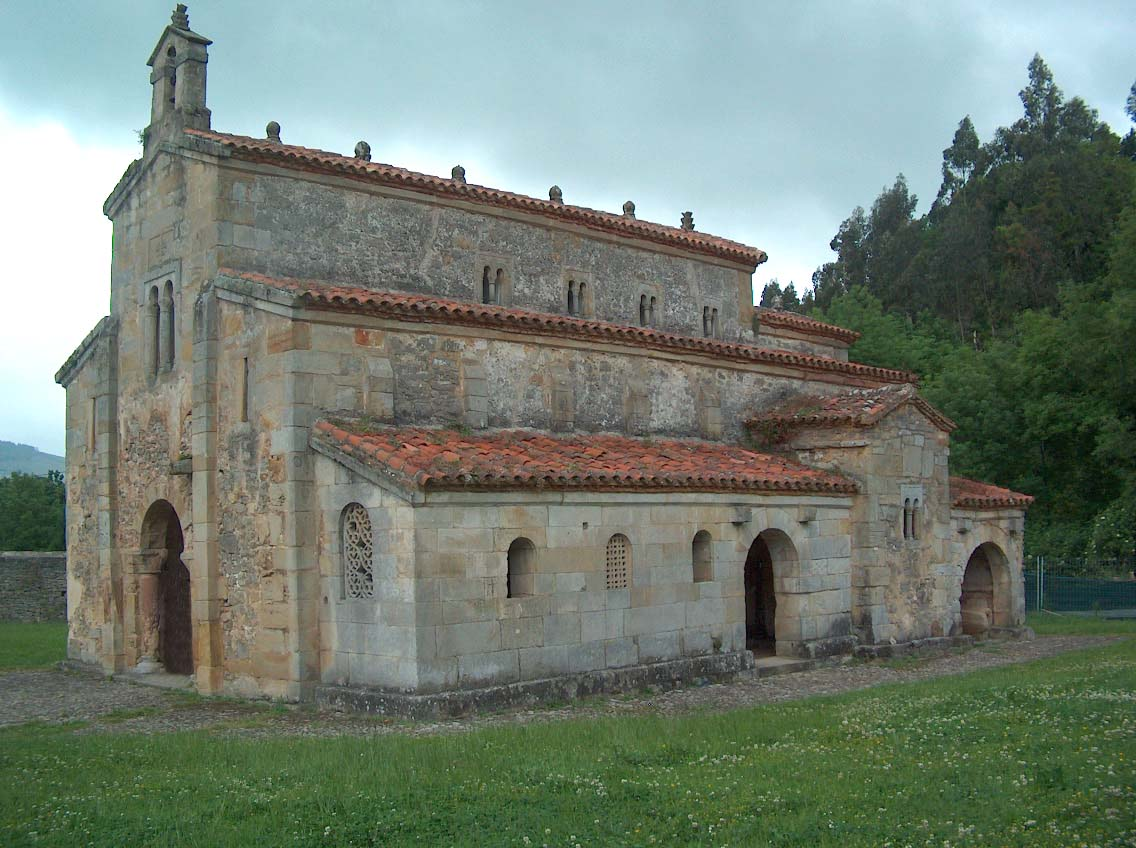
Vista d'assieme
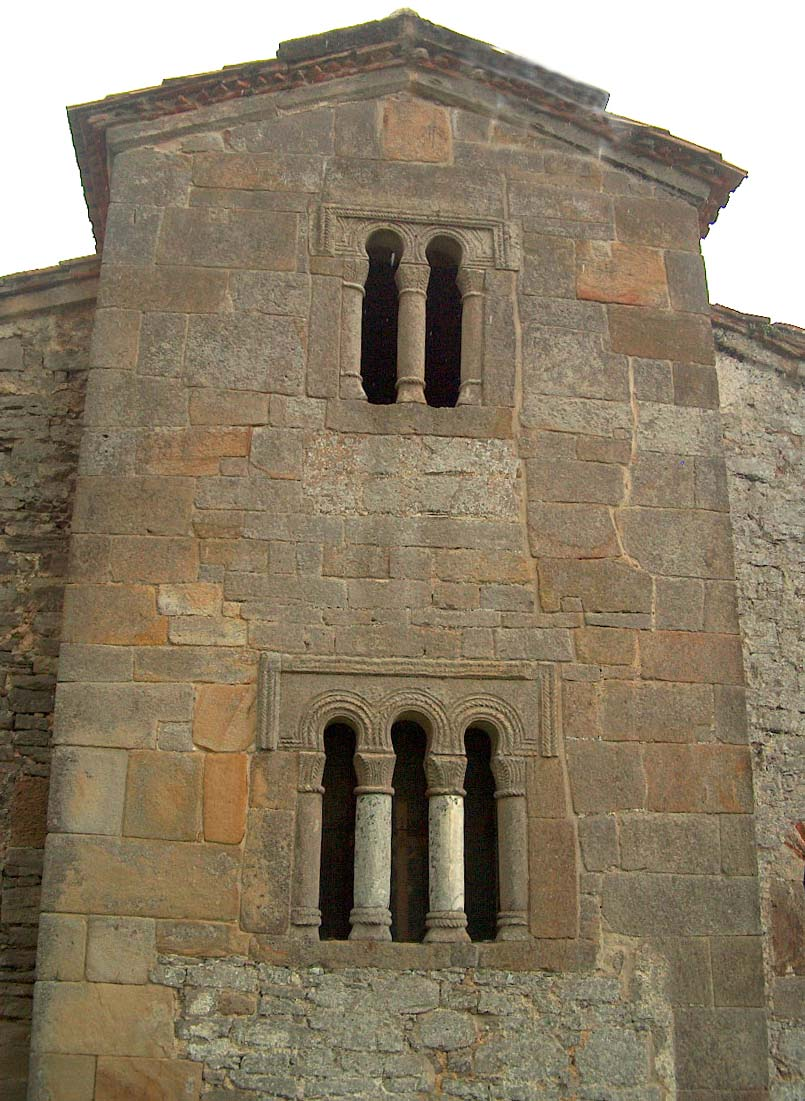
Facciata orientale